# Rally de Montecarlo de 2018
El Rally de Montecarlo de 2018 fue la 86.ª edición y la primera ronda de la temporada 2018 del Campeonato Mundial de Rally. Se celebró del 25 al 28 de enero y contó con un itinerario de diecisiete tramos sobre asfalto y nieve que sumaron un total de 394,74 km cronometrados. Fue la primera ronda además de los campeonatos WRC 2 y WRC 3.
La carrera fue ganada por el francés Sébastien Ogier, seguido por el estonio Ott Tänak, a poco más de 58 segundos y el finés Jari-Matti Latvala a casi dos minutos. Jan Kopecký ganó la competencia en WRC2 y Enrico Brazzoli ganó en WRC3.

## Lista de inscritos
| \| Pilotos principales \| Pilotos principales \| Pilotos principales \| Pilotos principales \| Pilotos principales \| Pilotos principales \| \| Num. \| Piloto \| Copiloto \| Coche \| Equipo \| Neumático \| \| ------------------- \| ------------------- \| ------------------- \| --------------------- \| --------------------------- \| ------------------- \| \| 1 \| Sébastien Ogier \| Julien Ingrassia \| Ford Fiesta WRC \| M-Sport Ford WRT \| M \| \| 2 \| Elfyn Evans \| Daniel Barritt \| Ford Fiesta WRC \| M-Sport Ford WRT \| M \| \| 3 \| Bryan Bouffier \| Jérôme Degout \| Ford Fiesta WRC \| M-Sport Ford WRT \| M \| \| 4 \| Andreas Mikkelsen \| Anders Jæger \| Hyundai i20 Coupe WRC \| Hyundai Shell Mobis WRT \| M \| \| 5 \| Thierry Neuville \| Nicolas Gilsoul \| Hyundai i20 Coupe WRC \| Hyundai Shell Mobis WRT \| M \| \| 6 \| Dani Sordo \| Carlos del Barrio \| Hyundai i20 Coupe WRC \| Hyundai Shell Mobis WRT \| M \| \| 7 \| Jari-Matti Latvala \| Miikka Anttila \| Toyota Yaris WRC \| Toyota Gazoo Racing WRT \| M \| \| 8 \| Ott Tänak \| Martin Järveoja \| Toyota Yaris WRC \| Toyota Gazoo Racing WRT \| M \| \| 9 \| Esapekka Lappi \| Janne Ferm \| Toyota Yaris WRC \| Toyota Gazoo Racing WRT \| M \| \| 10 \| Kris Meeke \| Paul Nagle \| Citroën C3 WRC \| Citroën Total Abu Dhabi WRT \| M \| \| 11 \| Craig Breen \| Scott Martin \| Citroën C3 WRC \| Citroën Total Abu Dhabi WRT \| M \| \| 18 \| Manuel Villa \| Daniele Michi \| Ford Fiesta RS WRC \| Manuel Villa \| DM \| \| Fuente: acm.mc[3] \| \| \| \| \| \| |                    |                   |                       |                             |           |
| Pilotos principales |                    |                   |                       |                             |           |
| Num. | Piloto             | Copiloto          | Coche                 | Equipo                      | Neumático |
| 1 | Sébastien Ogier    | Julien Ingrassia  | Ford Fiesta WRC       | M-Sport Ford WRT            | M         |
| 2 | Elfyn Evans        | Daniel Barritt    | Ford Fiesta WRC       | M-Sport Ford WRT            | M         |
| 3 | Bryan Bouffier     | Jérôme Degout     | Ford Fiesta WRC       | M-Sport Ford WRT            | M         |
| 4 | Andreas Mikkelsen  | Anders Jæger      | Hyundai i20 Coupe WRC | Hyundai Shell Mobis WRT     | M         |
| 5 | Thierry Neuville   | Nicolas Gilsoul   | Hyundai i20 Coupe WRC | Hyundai Shell Mobis WRT     | M         |
| 6 | Dani Sordo         | Carlos del Barrio | Hyundai i20 Coupe WRC | Hyundai Shell Mobis WRT     | M         |
| 7 | Jari-Matti Latvala | Miikka Anttila    | Toyota Yaris WRC      | Toyota Gazoo Racing WRT     | M         |
| 8 | Ott Tänak          | Martin Järveoja   | Toyota Yaris WRC      | Toyota Gazoo Racing WRT     | M         |
| 9 | Esapekka Lappi     | Janne Ferm        | Toyota Yaris WRC      | Toyota Gazoo Racing WRT     | M         |
| 10 | Kris Meeke         | Paul Nagle        | Citroën C3 WRC        | Citroën Total Abu Dhabi WRT | M         |
| 11 | Craig Breen        | Scott Martin      | Citroën C3 WRC        | Citroën Total Abu Dhabi WRT | M         |
| 18 | Manuel Villa       | Daniele Michi     | Ford Fiesta RS WRC    | Manuel Villa                | DM        |
| Fuente: acm.mc |                    |                   |                       |                             |           |

## Resultados

### Itinerario
| Día                       | Tramo | Nombre                                      | Distancia | Ganador de la etapa | Coche                 | Tiempo  | Líder de la general |
| ------------------------- | ----- | ------------------------------------------- | --------- | ------------------- | --------------------- | ------- | ------------------- |
| Día 1 (25 ene)            | SS1   | Thoard - Sisteron                           | 36.58 km  | Sébastien Ogier     | Ford Fiesta WRC       | 23:16.6 | Sébastien Ogier     |
| Día 1 (25 ene)            | SS2   | Bayons - Bréziers 1                         | 25.49 km  | Sébastien Ogier     | Ford Fiesta WRC       | 14:53.2 | Sébastien Ogier     |
| Día 2 (26 ene)            | SS3   | Vitrolles - Oze 1                           | 26.72 km  | Ott Tänak           | Toyota Yaris WRC      | 16:32.3 | Sébastien Ogier     |
| Día 2 (26 ene)            | SS4   | Roussieux - Eygalayes 1                     | 33.67 km  | Sébastien Ogier     | Ford Fiesta WRC       | 18:25.3 | Sébastien Ogier     |
| Día 2 (26 ene)            | SS5   | Vaumeilh - Claret 1                         | 15.18 km  | Elfyn Evans         | Ford Fiesta WRC       | 8:42.6  | Sébastien Ogier     |
| Día 2 (26 ene)            | SS6   | Vitrolles - Oze 2                           | 26.72 km  | Ott Tänak           | Toyota Yaris WRC      | 16:45.5 | Sébastien Ogier     |
| Día 2 (26 ene)            | SS7   | Roussieux - Eygalayes 2                     | 33.67 km  | Elfyn Evans         | Ford Fiesta WRC       | 19:03.5 | Sébastien Ogier     |
| Día 2 (26 ene)            | SS8   | Vaumeilh - Claret 2                         | 15.18 km  | Thierry Neuville    | Hyundai i20 Coupe WRC | 8:36.2  | Sébastien Ogier     |
| Día 3 (27 ene)            | SS9   | Agnières en Dévoluy - Corps 1               | 29.16 km  | Andreas Mikkelsen   | Hyundai i20 Coupe WRC | 25:11.8 | Sébastien Ogier     |
| Día 3 (27 ene)            | SS10  | St. Leger les Mélèzes - La Bâtie Neuve 1    | 16.87 km  | Ott Tänak           | Toyota Yaris WRC      | 12:16.8 | Sébastien Ogier     |
| Día 3 (27 ene)            | SS11  | Agnières en Dévoluy - Corps 2               | 29.16 km  | Ott Tänak           | Toyota Yaris WRC      | 19:06.4 | Sébastien Ogier     |
| Día 3 (27 ene)            | SS12  | St. Leger les Mélèzes - La Bâtie Neuve 2    | 16.87 km  | Thierry Neuville    | Hyundai i20 Coupe WRC | 10:48.6 | Sébastien Ogier     |
| Día 3 (27 ene)            | SS13  | Bayons - Bréziers 2                         | 25.49 km  | Thierry Neuville    | Hyundai i20 Coupe WRC | 14:32.8 | Sébastien Ogier     |
| Día 4 (28 ene)            | SS14  | La Bollène Vésubie - Peïra Cava 1           | 18.41 km  | Sébastien Ogier     | Ford Fiesta WRC       | 13:51.4 | Sébastien Ogier     |
| Día 4 (28 ene)            | SS15  | La Cabanette - Col de Braus 1               | 13.58 km  | Thierry Neuville    | Hyundai i20 Coupe WRC | 10:34.1 | Sébastien Ogier     |
| Día 4 (28 ene)            | SS16  | La Bollène Vésubie - Peïra Cava 2           | 18.41 km  | Thierry Neuville    | Hyundai i20 Coupe WRC | 13:07.8 | Sébastien Ogier     |
| Día 4 (28 ene)            | SS17  | La Cabanette - Col de Braus 2 (Power Stage) | 13.58 km  | Kris Meeke          | Citroën C3 WRC        | 10:06.7 | Sébastien Ogier     |
| Fuentes: acm.mc y wrc.com |       |                                             |           |                     |                       |         |                     |

### Power stage
El power stage fue una etapa de 13.58 km al final del rally. Se otorgaron puntos adicionales del Campeonato Mundial a los cinco más rápidos.